# Moto Esporte Clube
Il Moto Esporte Clube, noto anche semplicemente come Moto Clube, è una società calcistica brasiliana con sede nella città di Porto Velho, capitale dello stato della Rondônia.

## Storia
Il club è stato fondato il 13 maggio 1952. Il Moto Clube ha vinto il Campionato Rondoniense negli anni 1954, 1968, 1969, 1971, 1972, 1975, 1976, 1977, 1980 e nel 1981, e ha vinto il Torneio Integração da Amazônia nel 1977 e nel 1978.

## Palmarès

### Competizioni regionali
- Torneio Integração da Amazônia: 2

1977, 1978

### Competizioni statali
- Campionato Rondoniense: 10

1954, 1968, 1969, 1971, 1972, 1975, 1976, 1977, 1980, 1981
- Campeonato Rondoniense Segunda Divisão: 1

2009